# Brădești (Alba)
Brădești (ungarisch Bredest) ist ein rumänisches Dorf im Kreis Alba in Siebenbürgen. Es ist Teil der Gemeinde Râmeț.

## Lage

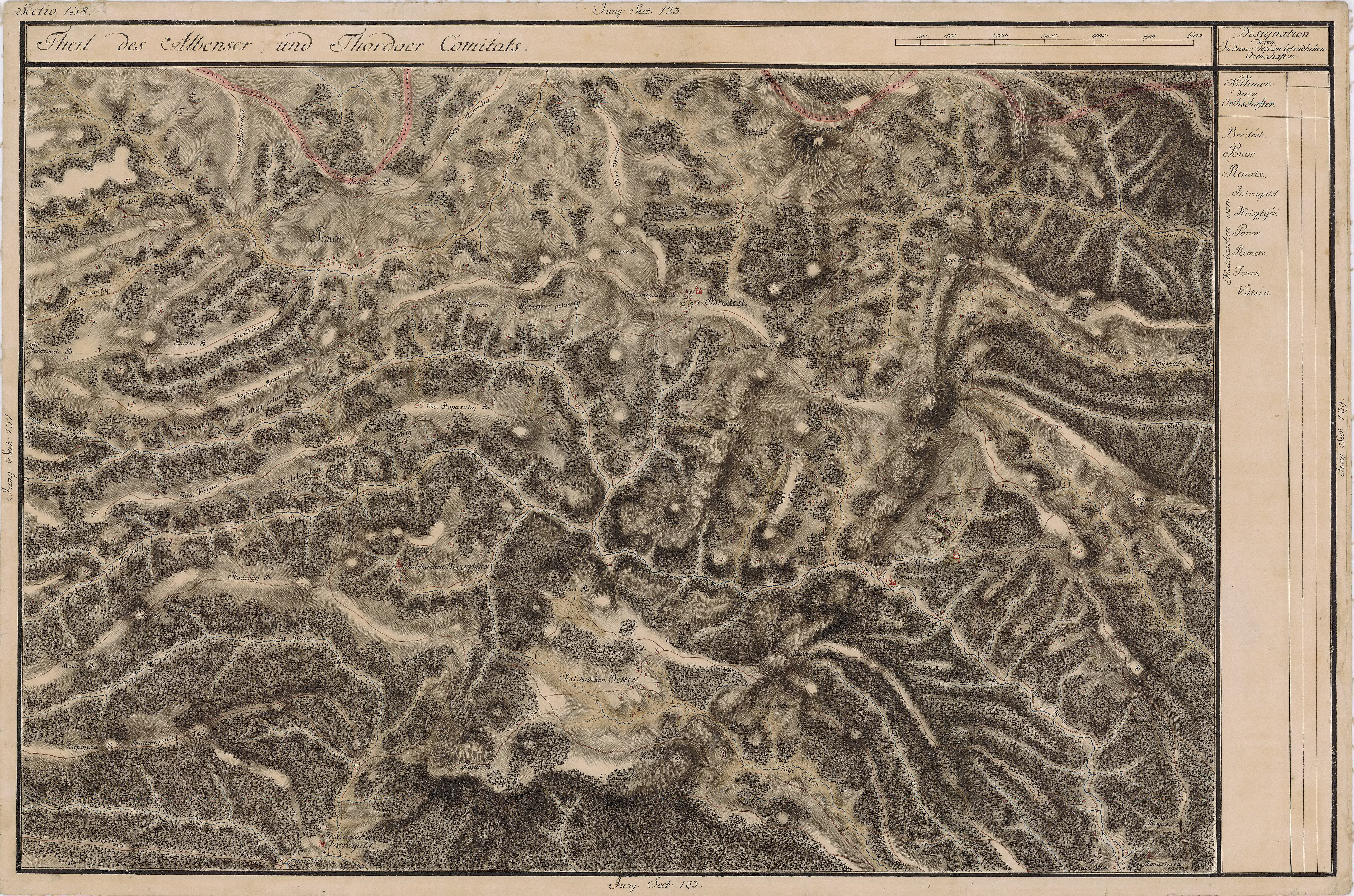
Brădești in der Josephinischen Landaufnahme von 1767 bis 1773

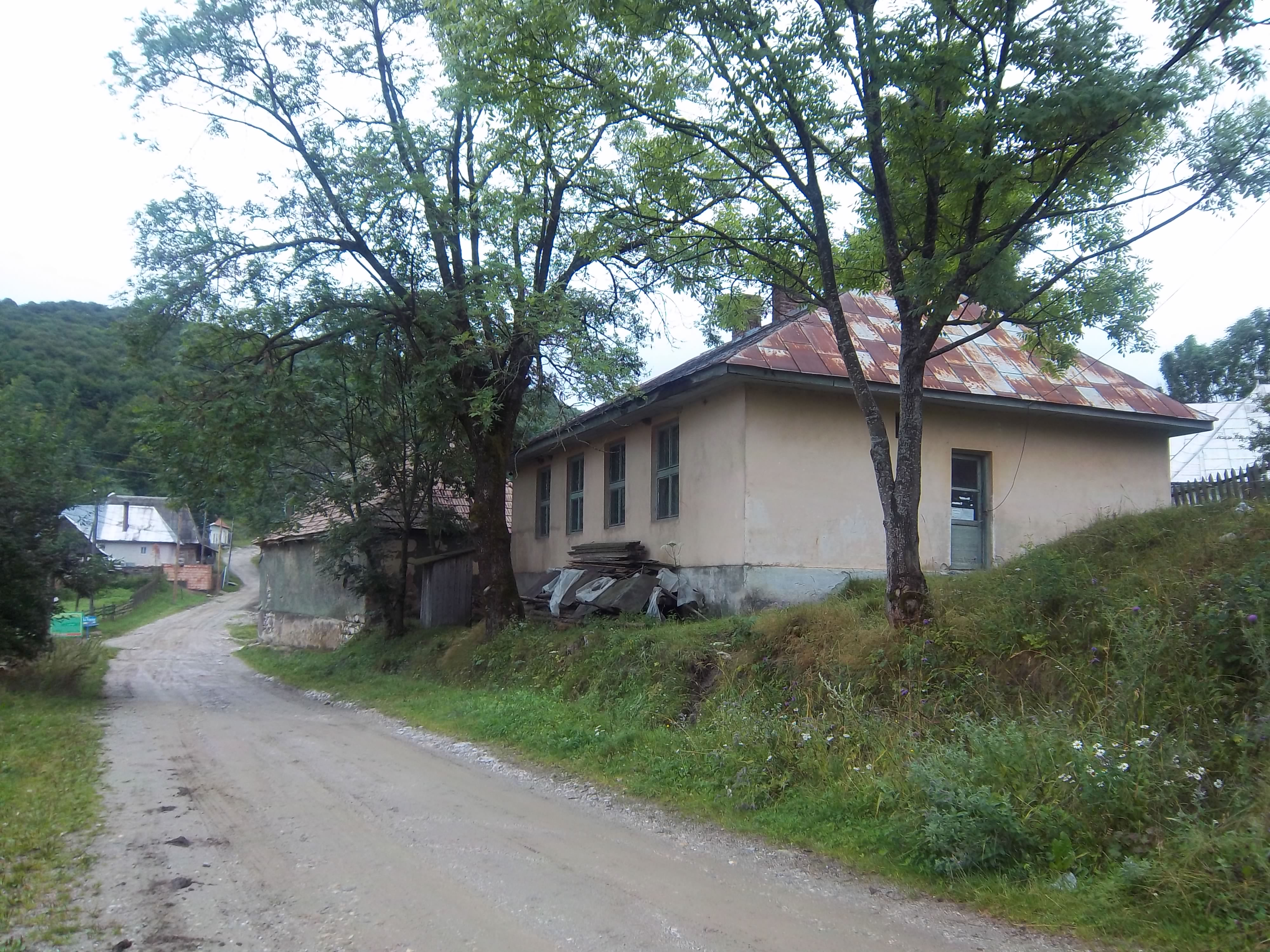
Brădești (2011)

Brădești liegt im Westen Siebenbürgens auf einem Höhenzug des Trascău-Gebirges. An der Kreisstraße (drum județean) DJ 107I gelegen, befindet sich der Ort 7 Kilometer nordwestlich vom Gemeindezentrum entfernt. Der nächstgelegene größere Ort ist die etwa 25 Kilometer entfernte Kleinstadt Teiuș (Dreikirch).

## Bevölkerung
Die 49 Einwohner des Ortes (Stand 2002) bezeichnen sich durchweg als Rumänen. Die Einwohnerzahl hat seit der ersten offiziellen Erhebung im Jahr 1956 (damals 112) deutlich abgenommen.

## Verkehr
Brădești befindet sich an der unbefestigten Fahrstraße zwischen Aiud und Abrud. Öffentliche Verkehrsmittel berühren den Ort nicht.

## Sehenswürdigkeiten
Der Ort selbst weist keine Besonderheiten auf. Von touristischem Interesse sind seine  landschaftlich reizvolle Lage und seine Nähe zu einigen Anziehungspunkten des Trascău-Gebirges (Râmeț-Schlucht, Höhle Peștera Dâlbina).
Im Ort und in seiner Umgebung befinden sich noch mehrere strohgedeckte Häuser, die heute allerdings nicht mehr zu Wohnzwecken genutzt werden.